# Who Do You Think You Are? (émission de télévision américaine)
Pour les articles homonymes, voir Who Do You Think You Are?.
Who Do You Think You Are? est une série de documentaire généalogique américaine diffusée la première fois sur le réseau NBC le 5 mars 2010. Après 27 épisodes, l'émission a été annulée par la NBC et reprise par TLC. Cette émission est l'adaptation d'une émission britannique du même nom diffusée sur la chaîne BBC. Le principe est qu'à chaque épisode une célébrité part sur les traces de ses ancêtres. Lisa Kudrow est l'une des productrices de ce documentaire, avec comme partenaire Shed Media, NBC Entertainment et Ancestry.com.
La série comporte 4 saisons et la chaîne TLC a commandé en septembre 2013 une cinquième saison de 10 épisodes qui sera diffusée en 2014.

## Guide des épisodes

### Saison 1 (2010)
| Épisode | Date de diffusion | Célébrité invitée    |
| ------- | ----------------- | -------------------- |
| 1       | 5 mars 2010       | Sarah Jessica Parker |
| 2       | 12 mars 2010      | Emmitt Smith         |
| 3       | 19 mars 2010      | Lisa Kudrow          |
| 4       | 26 mars 2010      | Matthew Broderick    |
| 5       | 2 avril 2010      | Brooke Shields       |
| 6       | 23 avril 2010     | Susan Sarandon       |
| 7       | 30 avril 2010     | Spike Lee            |

### Saison 2 (2011)
| Épisode | Date de diffusion | Célébrité invitée   |
| ------- | ----------------- | ------------------- |
| 1       | 4 février 2011    | Vanessa L. Williams |
| 2       | 11 février 2011   | Tim McGraw          |
| 3       | 18 février 2011   | Rosie O'Donnell     |
| 4       | 25 février 2011   | Kim Cattrall        |
| 5       | 4 mars 2011       | Lionel Richie       |
| 6       | 25 mars 2011      | Steve Buscemi       |
| 7       | 1er avril 2011    | Gwyneth Paltrow     |
| 8       | 8 avril 2011      | Ashley Judd         |

### Saison 3 (2012)
Dernière saison sur NBC.
| Épisode | Date de diffusion | Célébrité invitée |
| ------- | ----------------- | ----------------- |
| 1       | 3 février 2012    | Martin Sheen      |
| 2       | 10 février 2012   | Marisa Tomei      |
| 3       | 24 février 2012   | Blair Underwood   |
| 4       | 2 mars 2012       | Reba McEntire     |
| 5       | 9 mars 2012       | Jerome Bettis     |
| 6       | 23 mars 2012      | Helen Hunt        |
| 7       | 30 mars 2012      | Rita Wilson       |
| 8       | 6 avril 2012      | Edie Falco        |
| 9       | 27 avril 2012     | Rob Lowe          |
| 10      | 4 mai 2012        | Rashida Jones     |
| 11      | 11 mai 2012       | Jason Sudeikis    |
| 12      | 18 mai 2012       | Paula Deen        |

### Saison 4 (2013)
Première saison sur TLC.
| Épisode | Date de diffusion | Célébrité invitée   |
| ------- | ----------------- | ------------------- |
| 1       | 23 juillet 2013   | Kelly Clarkson      |
| 2       | 30 juillet 2013   | Christina Applegate |
| 3       | 6 août 2013       | Chelsea Handler     |
| 4       | 13 août 2013      | Zooey Deschanel     |
| 5       | 20 août 2013      | Chris O'Donnell     |
| 6       | 27 août 2013      | Cindy Crawford      |
| 7       | 3 septembre 2013  | Trisha Yearwood     |
| 8       | 10 septembre 2013 | Jim Parsons         |

### Saison 5 (2014)
| Épisode | Date de diffusion | Célébrité invitée    |
| ------- | ----------------- | -------------------- |
| 1       | 23 juillet 2014   | Cynthia Nixon        |
| 2       | 30 juillet 2014   | Jesse Tyler Ferguson |
| 3       | 6 août 2014       | Rachel McAdams       |
| 4       | 13 août 2014      | Valerie Bertinelli   |
| 5       | 20 août 2014      | Kelsey Grammer       |
| 6       | 27 août 2014      | Minnie Driver        |

### Saison 6 (2015)
La saison 6 commence le 8 mars 2015 et se termine le 26 avril 2015.
| Épisode | Date de diffusion | Célébrité invitée |
| ------- | ----------------- | ----------------- |
| 1       | 8 mars 2015       | Julie Chen        |
| 2       | 15 mars 2015      | Josh Groban       |
| 3       | 22 mars 2015      | Angie Harmon      |
| 4       | 29 mars 2015      | Sean Hayes        |
| 5       | 5 avril 2015      | Tony Goldwyn      |
| 6       | 12 avril 2015     | America Ferrera   |
| 7       | 19 avril 2015     | Bill Paxton       |
| 8       | 26 avril 2015     | Melissa Etheridge |

### Saison 7 (2015)
La saison 7 commence le 26 juillet 2015 et se termine le 30 août 2015.
| Épisode | Date de diffusion | Célébrité invitée |
| ------- | ----------------- | ----------------- |
| 1       | 26 juillet 2015   | Ginnifer Goodwin  |
| 2       | 2 août 2015       | J. K. Rowling     |
| 3       | 9 août 2015       | Alfre Woodard     |
| 4       | 23 août 2015      | Bryan Cranston    |
| 5       | 30 août 2015      | Tom Bergeron      |